# Imaginaerum
Imaginaerum je sedmé studiové album finské symphonic metalové skupiny Nightwish. Album vyšlo 30. listopadu 2011 ve Finsku (ve zbytku Evropy 2. prosince). Album vypráví příběh o starém umírajícím hudebním skladateli, který vzpomíná na své mládí. Současně vznikl stejnojmenný film režírovaný Finem Stobem Harju známého v souvislosti s natáčením klipu The Islander.

## Seznam skladeb
| Pořadí         | Název | Délka |
| -------------- | --- | ----- |
| 1.             | Taikatalvi | 2:35  |
| 2.             | Storytime | 5:22  |
| 3.             | Ghost River | 5:24  |
| 4.             | Slow, Love, Slow | 5:50  |
| 5.             | I Want My Tears Back | 5:07  |
| 6.             | Scaretale | 7:32  |
| 7.             | Arabesque (instrumental) | 2:52  |
| 8.             | Turn Loose the Mermaids | 4:18  |
| 9.             | Rest Calm | 6:59  |
| 10.            | The Crow, the Owl and the Dove | 4:08  |
| 11.            | Last Ride of the Day | 4:31  |
| 12.            | Song of Myself I. From a Dusty Bookshelf (instrumentalní intro 0:00–0:23) II. All That Great Heart Lying Still (0:23–3:35) III. Piano Black (3:35–6:53) IV. Love (6:53–13:30) | 13:30 |
| 13.            | Imaginaerum (instrumental) | 6:18  |
| Celková délka: | Celková délka: | 74:26 |

## Hudebníci

### Ze skupiny
- Anette Olzon – zpěv
- Tuomas Holopainen – klávesy, klavír
- Erno Vuorinen – kytara
- Jukka Nevalainen – bicí
- Marco Hietala – baskytara, zpěv

### Hosté
- London Philharmonic Orchestra – orchestr dirigovaný Pipem Williamsem
- Troy Donockley – dudy
- Kai Hahto – bicí